# П'єтрарі (комуна, Димбовіца)
П'єтрарі (рум. Pietrari) — комуна у повіті Димбовіца в Румунії. До складу комуни входять такі села (дані про населення за 2002 рік):
- Алуніш (157 осіб)
- Валя (737 осіб)
- Дупе-Дял (178 осіб)
- П'єтрарі (1210 осіб)
- Шипот (376 осіб)

Комуна розташована на відстані 96 км на північний захід від Бухареста, 22 км на північний захід від Тирговіште, 144 км на північний схід від Крайови, 67 км на південь від Брашова.

## Населення
У 2009 року у комуні проживала 2861 особа.

## Зовнішні посилання
- Дані про комуну П'єтрарі на сайті Ghidul Primăriilor